# Wieża Pęgów
Wieża Pęgów – klub szachowy z Pęgowa, od 2018 roku występujący w ekstralidze.

## Historia
Klub został założony w 2012 roku przez Przemysława Lichwę i Mirosława Kuczerę i rozpoczął rozgrywki od uczestnictwa w IV lidze. Od 2013 roku szachiści Wieży Pęgów grali w II lidze. W roku 2014 klub zainicjował rozgrywki Mistrzostw Polski Amatorów w Szachach Szybkich i Błyskawicznych. W 2017 roku wywalczono awans do I ligi, a rok później do ekstraligi. 
Drużynowy Mistrz Polski (Lublin 2023). Oprócz tego, w 2018 roku szachiści Wieży Pęgów zdobyli wicemistrzostwo Polski, a rok później – trzecie miejsce.
Szachiści Wieży Pęgów są również dwukrotnymi medalistami Drużynowych Mistrzostw Polski w szachach błyskawicznych (2018 – złoty medal, 2019 – srebrny medal) oraz dwukrotnymi medalistami Drużynowych Mistrzostw Polski w szachach szybkich (2019 – złoty, 2018 – brązowy).

## Statystyki
| Rok  | Liga       | Miejsce           | Wynik  | Zawodnicy                                                                                |
| ---- | ---------- | ----------------- | ------ | ---------------------------------------------------------------------------------------- |
| 2012 | IV liga    | Wrocław           | 4      | R. Grossmann, E. Helaszek, W. Podlaszczak, P. Lichwa, M. Kuczera                         |
| 2013 | II liga    | Poronin           | 5      | J. Żeberski, T. Pankiewicz, J. Kubień, R. Grossmann, E. Helaszek, D. Starczewska         |
| 2014 | II liga    | Szczyrk           | 7      | W. Koziak, J. Żeberski, M. Rutkowski, A. Dobrowolski, T. Pankiewicz, D. Starczewska      |
| 2015 | II liga    | Jastrzębia Góra   | 7      | W. Siwuk, P. Kowalczyk, P. Jagodziński, A. Dobrowolski, F. Dowgird, A. Korościel         |
| 2016 | II liga    | Jastrzębia Góra   | 2      | J. Szotkowski, P. Nguyen, P. Kowalczyk, P. Jagodziński, F. Dowgird, J. Majdan            |
| 2017 | I liga     | Poronin           | 1      | A. Hnydiuk, V. Plát, P. Nguyen, D. Wcisło, P. Kowalczyk, J. Majdan                       |
| 2018 | ekstraliga | liga zjazdowa     | srebro | W. Moranda, V. Plát, M. Dziuba, P. Michalík, P. Nguyen, A. Hnydiuk, D. Wcisło, J. Majdan |
| 2019 | ekstraliga | Chorzów, Katowice | brąz   | A. Miśta, W. Moranda, M. Dziuba, P. Michalík, V. Plát, J. Majdan                         |
| 2020 | ekstraliga | Chorzów, Katowice | 4      | W. Moranda, M. Dziuba, A. Hnydiuk, Š. Žilka, V. Plát, J. Majdan                          |
| 2021 | ekstraliga | Legnica           | 4      | M. Lagarde, W. Moranda, P. Michalík, Š. Žilka, V. Plát, L. Unuk                          |
| 2022 | ekstraliga | Bydgoszcz         | 6      | J. Kuzubow, M. Lagarde, W. Moranda, W. Bernadski, Š. Žilka, L. Unuk                      |
| 2023 | ekstraliga | Lublin            | złoto  | A. Wołokitin, M. Lagarde, Š. Žilka, W. Moranda, V. Plát, L.Dżawachiszwili                |